# Who Needs Feminism
Who Needs Feminism? est une campagne photo sur les réseaux sociaux lancée par des étudiants de l'Université Duke en 2012. La campagne tente de faire la lumière sur les idées fausses sur le féminisme et d'explorer la nécessité et la pertinence du féminisme dans la société d'aujourd'hui. La campagne connaît le plus de succès dans sa diffusion avec Tumblr, la campagne a également été diffusé sur Facebook et Twitter. 

## Origine
Who Needs Feminism? a été conçue par seize étudiants de l'université de Duke comme le projet du cours « Les femmes dans la sphère publique : histoire, théorie et pratique » enseigné par Rachel Seidman,. Les étudiants ont voulu aborder sur le campus de Duke ce qu'elles considéraient comme des idées fausses au sujet du mouvement féministe et de sa pertinence dans la société d'aujourd'hui. Ils espéraient également promouvoir un dialogue sur le sujet au sein de la communauté, « espérant aborder la pertinence du féminisme pour tous les types de personnes », selon une interview réalisée avec GOOD worldwide. Selon leur site Internet, les membres ont voulu « expliquer ce qu'est le féminisme en permettant à toute personne de se créer sa propre définition ». Ils ont commencé par créer des affiches qu'ils ont placées sur le campus, montrant des jeunes hommes et femmes de divers horizons brandissant des tableaux blancs avec les mots « J'ai besoin de féminisme parce que ...», pour montrer qu'il n'y a pas de féministe type. Les sujets ont été choisis pour démontrer l'importance du féminisme pour des personnes de genres, races, orientations sexuelles différentes, origines diverses, reflétant la croyance des élèves que les féministes typiques "n'existent pas" et que le féminisme est important pour tout le monde, pas seulement pour les femmes. En plus de concevoir et de coller les affiches, les étudiants ont également écrit un article d'opinion pour The Chronicle, le journal géré par les étudiants de l'université de Duke, expliquant le projet et leurs motivations. Les étudiants se sont également appuyés sur les médias sociaux comme Tumblr, Facebook et Twitter pour diffuser leur message. La page Facebook a reçu plus de 4 200 likes dans les 36 heures suivant le lancement du projet, et le compte Tumblr a été consulté par près de 13 000 personnes dans plus de 2 000 villes différentes. 

### Les réactions
La campagne qui a commencé à l'université de Duke s'est étendue à de nombreux collèges à travers le pays. Mais si la campagne a suscité de l'intérêt, elle a également suscité des réactions négatives. Sur le campus de Duke, de nombreuses affiches ont été détruites ou vandalisées. Certains des vandales ont ajouté des affiches sur les affiches : « J'ai besoin de féminisme parce que les sandwichs ne peuvent pas se faire » ou « J'ai besoin de féminisme parce que c'est drôle de les regarder essayer de faire du sport,. L'une des réactions les plus violentes a été la campagne de Women against Feminism. Ce groupe a lancé une campagne d'affiches « Je n'ai pas besoin de féminisme ...».

## Diffusion
Après l'université de Duke, plusieurs collèges, universités et autres organisations ont lancé leurs propres campagnes. Les étudiants de l'université de Duke ont créé un guide pour aider d'autres institutions à réaliser une campagne Who Needs Feminism?. 
Feminism in India Project a été fondé par Japleen Pasricha, chercheuse à l'Université Jawaharlal-Nehru.  Japleen Pasricha organise une campagne à l'Institut de technologie Indira Gandhi et à l'Université Ambedkar de Delhi le 15 avril 2014, qui a dépassé l'objectif de 100 photographies. Des organisations telles que le Conseil national des femmes de Nouvelle-Zélande, le North York Women's Centre et la National Young Feminist Leader Conference ont lancé des campagnes. Le groupe UK Feminista a lancé sa propre page Tumblr et Facebook, sollicitant des contributions lors d'événements tels que le festival de Glastonbury et encourageant les gens à lancer leurs propres campagnes dans les écoles et les collèges,. 
Comme pour la campagne de l'université de Duke, ces campagnes ont été la cible de critiques et de menaces. Lorsque les élèves de l'Altrincham Grammar School for Girls (en) ont publié leur photo en ligne, un élève a écrit des commentaires dégradants et explicitement sexuels. Certaines personnes ont reçu des messages de menaces. 

## Voir également
- Antiféminisme
- Violence domestique
- Plafond de verre
- Culture du viol
- Harcèlement sexuel
- Femmes contre le féminisme
- #MeToo